# 公訴事実の同一性
公訴事実の同一性（こうそじじつのどういつせい）とは、訴因変更の限界を画する機能を有する日本の刑事訴訟法上の概念である。
なお、この項では公訴事実の単一性についても述べることとする。

## 概説
訴因や罰条の追加や撤回、変更は、公訴事実の同一性を害しない程度において許容される（刑事訴訟法312条1項）。
今日の判例通説によれば、公訴事実の同一性は、訴因変更の限界を画するとともに、二重起訴（刑事訴訟法338条3項）や不告不理（同法378条3号）違反となる範囲および一事不再理効（同法337条1号）の及ぶ範囲を画する機能を有しているとされる。

## 条文
刑事訴訟法第312条
第一項
裁判所は、検察官の請求があるときは、公訴事実の同一性を害しない限度において、起訴状に記載された訴因又は罰条の追加、撤回又は変更を許さなければならない。
第二項
裁判所は、審理の経過に鑑み適当と見られるときは、訴因又は罰条を追加又は変更すべきことを命ずることができる。
第三項
裁判所は、訴因又は罰条の追加、撤回又は変更があつたときは、速やかに追加、撤回又は変更された部分を被告人に通知しなければならない。
第四項
裁判所は、訴因又は罰条の追加または変更により被告人の防禦に実質的な不利益を生ずる虞があると認めるときは、被告人または弁護人の請求により、決定で、被告人に十分な防禦の準備をさせるため必要な期間公判手続を停止しなければならない。

## 公訴事実の単一性と同一性
従来の通説では、広義の公訴事実の同一性は、公訴事実の単一性と狭義の公訴事実の同一性とに分けて考えていた。
この場合の単一性とは、例えば住居侵入と窃盗が同時に起訴された場合に、これらを一つの起訴と見るかどうか、つまり訴訟のある時点において公訴事実が一つであるか、横のつながりがどうであるかの問題である。
これに対して、同一性では異なる時点で比較をし、同じ事実といえるかどうかを問題としている。例えば窃盗で起訴を行ったが、審理を経て、それが窃盗ではなく盗品譲受けであると判明した場合、事実の変化があっても手続き上は同一の事実といえるかどうかの問題である。
現行法においては、公訴不可分の原則は採用されておらず、訴因制度を採用しており、単一性の機能は不要となっている。
広義の同一性については、訴因などの場合にのみ問題となる。その場合、上記の概説で挙げた4つに共通の問題として、異なる時点でのずれの問題であるので、狭義の同一性論で足りると解される。

## 判例
判例には、「公訴事実の同一性」（ここでは、狭義の同一性）の有無について、基本的事実関係の同一性を基準に判断したものと、両訴因の非両立性を基準として判断したものがある。
起訴状に既に記載されている訴因と、変更する訴因との間に、日時や場所などの基本的な事実関係の同一性ないしは近接性が認められれば、公訴事実の同一性が認められる。
そして、一方の事実が認められれば他方の事実が認められないという関係にある場合には、1つの事実しかありえないため、これもまた同一性が認められる。
例えば、信用組合の事務員が誤って渡した払戻金を騙取した詐欺の訴因を、帰宅後に財布の中身について尋ねられたにもかかわらず、返還を拒んで着服したとして訴因を占有離脱物横領に変更した事例がある。
この事件において判決では、その事実関係において異なるところがないと判示している。
つまり、自然的、社会的に同じ行為であれば、窃盗と判断するか詐欺と判断するかは法的な価値観の問題であるので、公訴事実の同一性を害するものではない。
そういった点で、判例の考えは、事実は当事者が主張し、法的な評価は裁判所が与えるものであるというものである。

## 学説
訴因は具体的事実であり、公訴事実の同一性は両訴因の比較の問題である。つまり、犯罪を構成する主な要素は行為と結果であることから、そのどちらかが共通していれば公訴事実は同一であるといえる。
こうした理由で学説は、変更前と後の訴因を比較し、その行為や結果が重なるときに、公訴事実の同一性があるとしている。
また、他の学説には、両訴因の間に、一方が成立すれば他方は成立しないという、刑罰関心の非両立性がある場合に公訴事実の同一性があるとする見解もある。
理由としては、この問題の根底には、一度の訴訟で解決すべきであるとの考えがあるためである。